# Spathoteredo spatha
Spathoteredo spatha är en musselart som först beskrevs av John Gwyn Jeffreys 1860.  Spathoteredo spatha ingår i släktet Spathoteredo och familjen skeppsmaskar. Inga underarter finns listade i Catalogue of Life.